# Ipsos
Ipsos Group S.A. (pronunciación en francés: /ip.sos/) es una multinacional de investigación de mercados y consultoría con sede en París, Francia. La empresa fue fundada en 1975 por Didier Truchot, presidente y director ejecutivo, y cotiza en la Bolsa de Valores de París desde el 1 de julio de 1999.
Desde 1990, el grupo ha creado o adquirido numerosas empresas. En octubre de 2011, Ipsos adquirió Synovate, lo que resultó en una organización de Ipsos que se ubica como la tercera agencia de investigación más grande del mundo. En 2014, Ipsos tiene oficinas en 88 países, empleando a 16.530 personas.

## Historia

### Primeros años en Francia
Ipsos fue fundada como Institut de Publique Sondage d'Opinion Secteur en 1975 por Didier Truchot, quien tenía experiencia trabajando en los institutos IFOP e ISOS.
Truchot se centró en ofrecer servicios a las empresas de publicidad y medios y desarrolló métodos para medir el éxito de sus campañas, algo nuevo en Francia. El primero de estos métodos fue el Baromètre d'Affichage (BAF) en 1977. Es un instrumento para analizar la efectividad de los anuncios en vallas publicitarias. Le siguió un instrumento específico para medios y en 1979, la France des Cadres Actifs (FCA), que se utilizó para determinar los hábitos de lectura de los ejecutivos franceses.
A pesar del éxito, la rentabilidad de la empresa se mantuvo en niveles modestos hasta la llegada de Jean-Marc Lech como copresidente. A partir de entonces, pasó a realizar investigaciones de opinión pública, otra actividad innovadora en el mercado francés. A finales de los años 80, era la quinta empresa de investigación de medios más grande de Francia. La gran actividad de los políticos franceses en ese momento ayudó a fortalecer la posición de la empresa, especialmente el sector de investigación de la opinión pública.

### Expansión europea
Durante la década de los noventa, Ipsos se expandió, principalmente mediante adquisiciones, a España, Italia, Alemania, Reino Unido y Europa Central, especialmente Hungría.
En 1992, la empresa se abrió a la inversión privada para mejorar su capital adquisitivo. El primer nuevo accionista fue Baring Private Equity. Truchot y Lech, los principales accionistas, retuvieron dos tercios de la empresa.

### Expansión global
A mediados de los noventa, Ipsos era una de las empresas de investigación más importantes de Europa y decidió expandirse globalmente. Ipsos adquirió nuevos socios de inversión, vendiendo el 40 por ciento de la empresa a Artemis Group, dirigido por François Pinault, y el fondo de inversión Amstar dirigido por Walter Butler.
En 1997, Ipsos ingresó al mercado sudamericano con la adquisición de Novation y también en 1998 al norteamericano, con la compra de la empresa estadounidense ASI Market Research.
En 1999, Ipsos comenzó a cotizar en la bolsa de valores de París. La oferta exitosa permitió a Artemis y Amstar cobrar sus inversiones y también le dio a Ipsos la posibilidad de continuar su expansión. Luego, participó en la creación de una empresa conjunta de investigación de audiencias de Internet, MMXI Europe, con la mayoría de las acciones en manos del socio Media Matrix y el 20 por ciento de Ipsos. La compañía también tomó el control de cuatro subsidiarias de NFO Worldwide especializadas en la formación de paneles de acceso. La expansión continuó en Asia, América del Sur y especialmente en América del Norte (con la compra de la empresa canadiense Angus Reid, rebautizada como Ipsos-Reid en 2000).
En 2011, Ipsos adquirió la división Synovate de Aegis Group plc.
El 30 de octubre de 2018, Ipsos anunció que adquirió Synthesio, una suite de inteligencia social que Forrester nombró la plataforma global líder en escucha social desde 2014.
En julio de 2019, Ipsos adquirió un 10% de Questback.

## Rendimiento financiero
Los ingresos de Ipsos alcanzaron los 1.785,3 millones de euros en 2015, con una tasa de crecimiento orgánico del -1%. En 2014, Ipsos obtuvo el 44% de sus ingresos de la región EMEA (Europa, Oriente Medio y África), el 39% de la región de las Américas y el 17% de la región de Asia-Pacífico.